# 대조동
대조동(大棗洞)은 서울특별시 은평구의 법정동이다.

## 지명
대조동이란 명칭은 옛날 서울 장안에서 부잣집 주변에 사람들이 많이 몰려 큰 마을을 이루었다고 해서 ‘대촌 마을’에서 유래되었다고도 하며, 글자그대로 옛날의 ‘큰대추 나무골’에서 구전되어 오다 ‘대추나무 조’(棗)를 한역해서 ‘대조동’이라고도 한다. 대추나무골은 이제 고급 주택이 즐비하게 들어서서 옛날의 흔적은 찾아볼 수 없고, 40여년전 리로 있을 당시만 해도 저좌현(불광리고개 속칭 돼지발톱 맞추는 고개), 박석고개, 갈고개로 넘어가는 길목으로 숲고개를 이루었던 흔적이 있으나 지금은 신흥주택과 아파트들이 들어섰다.

## 연혁
- 1914년 이전: 한성부 상평방
- 1914년: 고양군 은평면
- 1949년: 서울특별시 서대문구 편입, 은평출장소 설치
- 1950년: 대조동으로 개칭
- 1970년: 행정동 대조동 신설
- 1979년: 은평구 분구에 따라 은평구로 이속

## 교육
- 대은초등학교
- 대조초등학교
- 동명여자고등학교
- 동명여자정보산업고등학교

## 교통
- 서울 지하철 6호선
  - 구산역
  - 역촌역
  - 불광역 (3호선 환승)
  - 연신내역 (3호선 환승)

## 아파트
- 힐스테이트 메디알레 (대조 1구역) - 대조제1구역 주택재개발정비사업조합 / 현대건설 (예정)